# Nipponatelura
Nipponatelura  (лат.) — род мирмекофильных щетинохвосток из семейства николетиды (Nicoletiidae, триба Atelurini). Включает два вида, обнаруженных в Японии. Голова частично покрыта передним краем пронотума. Молярная область жвал хорошо развита. Абдоминальные стилеты расположены на сегментах VI—IX (4 пары). Везикулы расположены на II и на VI—VII сегментах брюшка. II-й стернит с двумя (1+1) субмедиальными, несколько модифицированными, очень близкими везикулами. Тергальные макрохеты приурочены, главным образом, к инфралатеральным и латеротергальным областям стернитов брюшка. Претарзус простой, без пульвилл. Ассоциированы с муравьями из подсемейства понерины (Ponerinae).
- Nipponatelura kubotai (Uchida, 1949)
  - =Atelura kubotai  Uchida, 1949
- Nipponatelura shirozui  (Uchida, 1960)
  - =Atelurodes shirozui Uchida, 1960